# Локхийд
Lockheed Corporation (чете се Локхийд, първоначално име – Loughead Aircraft Manufacturing Company) е американска самолетостроителна компания, създадена през 1912 г. и сляла се с компанията Martin Marietta през 1995 г., образувайки компанията Lockheed Martin.

## История
През 1912 г. братята Алън и Малкълм Лохид (Allan и Malcolm Loughead) основават компанията Alco Hydro-Aeroplane Company. По-късно тя се преименува на Loughead Aircraft Manufacturing Company и е разположена в Санта Барбара, Калифорния.
През 1926 г. Алън Лохид сформира в Холивуд Lockheed Aircraft Company (правописът е изменен, за да съответства на фонетичното му произношение).
През 1929 г. Lockheed е продадена на Detroit Aircraft Corporation.
Голямата депресия разрушава пазара на самолети и Detroit Aircraft Corporation банкрутира. Група инвеститори (синдикат), начело с братята Робърт и Куртландт Грос, и Уолтър Варни, купува компанията през 1932 г. само за 40 хил. долара (660 хил. по цени от 2011 г.)
През 1934 г. Робърт Грос е назначен за председател на новата компания Lockheed Corporation, която се разполага в летището на Бърбанк, Калифорния. След смъртта на Робърт през 1961 г. брат му Куртландт поема фирмата.
Моделът 14 Lockheed Super Electra е послужил за базов при създаването на бомбардировача A-28 Hudson, който постъпва на въоръжение във Великобритания и САЩ, и по време на Втората световна война е използван предимно за борба с подводници.
Друг пътнически самолет, Lockheed 18 Lodestar, е използван за създаването на нападателния самолет PV Ventura.